# Фантом 2040
«Фантом 2040» (aнгл. Phantom 2040) — франко-американский научно-фантастический мультсериал, созданный по мотивам одноименного комикса о супергерое Фантоме (персонаж придуман Ли Фальком). Главным действующим лицом сериала является Кит Уокер, 24-й Фантом (роль героя передается по династии). Дизайн персонажа разработан Питером Чангом, создателем научно-фантастического мультсериала Aeon Flux.
Сериал транслировался с 18 сентября 1994 года по 3 марта 1996 года и состоял из 35 эпизодов. Был хорошо принят критикой. Наряду с линейностью повествования, сериал отличался высоким уровнем графики и развитием характеров персонажей, снискав похвалу за приобщение к таким ценностям, как индивидуализм и свобода. Центральными темами сюжета также являются проблемы окружающей среды и зависимость человечества от ресурсов.
Роли озвучивали: Скотт Валентайн, Марго Киддер, Рон Перлман, Джефф Беннетт, Марк Хэмилл, Дэбби Харри, Роб Полсен, Пол Уильямс и другие.
В 1995 году по мотивам мультсериала была выпущена компьютерная игра.

## Сюжет
2040-й год. Экологическая катастрофа и войны за ресурсы начала XXI века разрушили хрупкую экосистему некогда цветущей Земли. Богатые граждане продолжают процветать, проживая в дорогих объектах недвижимости наподобие башен, которые возвышаются над бедствующими кварталами. Жертвы бедствий на Земле были вынуждены существовать на очищенных от отходов и изуродованных улицах несчастных городов-государств.
В городе-государстве под названием Метропия (англ. Metropia), когда-то известном как Нью-Йорк, крупнейшем и самом мощном городе-государстве на планете, роботы производства корпорации «Максимум» (англ. Maximum Inc.) постепенно построили неприступный, стальной городской центр, состоящий из огромных жилых башен, соединенных сетью транспортных туннелей. «Биороботы» «Максимум» заменили собой огромное количество людской силы, помимо этого корпорация незаконно производит запрещённых боевых биороботов, чтобы сформировать личную армию. «Максимум» планирует построить крепость Сайбервилль (англ. Cyberville), огромный центр жизнеобеспечения, где наиболее богатая и «лучшая» часть человечества сможет выжить, когда экология Земли будет разрушена, и «Максимум» установит контроль над Метропией.
Единственная надежда человечества выжить — Джунгли Призрака, тысячи квадратных миль мутировавшей, абсорбирующей яды растительности, способной спасти планету. Этот тайный источник жизни расположен под Метропией, где никто не знает о нём, но, к счастью, простой студент колледжа Kит Уокер-младший был выбран судьбой, чтобы спасти мир, надев чёрную маску и фиолетовый костюм и став 24-м Фантомом.
Дело Фантома передавалось от отца к сыну, начиная с XVI века, и это заставило мир поверить, что над Фантомом не властно время. Kит, 24-й Фантом, молодой, сомневающийся и неопытный юноша, находит в себе мужество и силу, чтобы бороться против зла, которое угрожает уничтожить Землю.

## Главные персонажи
- Кристофер «Кит» Уокер-младший — 24-й Фантом. Кит не был готов к этой роли, в отличие от своих предков. Его отец умер при загадочных обстоятельствах, когда Кит был всего лишь ребёнком и рос, не зная о своем наследии, а его внучатая тетя Элоиза верила, что он будет первым за 500 лет Уокером мужского рода, которому не придётся надеть мантию «Ходячего Призрака». Когда Гуран рассказывает юноше о его предназначении после того, как Киту исполнилось 18 лет, тот поначалу не верит ему, но затем Кит, поверив в себя, продолжает дело предков, посвятив себя борьбе с алчностью и жестокостью в «новых джунглях» Метропии. Его оборудование включает в себя оптический стелс-камуфляж, браслет на руке, который содержит мощный компьютер («аналитик»), и также другой браслет, содержащий индуктивный трос с программным управлением. У него есть несколько транспортных средств, в том числе обладающий высокой маневренностью в воздухе «Гиперцикл» (Hypercycle) и модернизированный автомобиль Mustang обр. 1999 года («Герой»), названный так в честь коня 21-го Фантома. После поражения «Максимума» Кит уходит на покой до тех пор, пока Фантом не понадобится вновь. Персонаж озвучен Скоттом Валентайном.
- Гуран — наставник Кита, чья семья поколениями помогала Фантому. Совместно с Джеком Арчером, он обучает Фантома искусству боя, наставляет духовно и, непосредственно, в жизни, а также часто делится с Китом и остальными старыми добрыми «сказаниями джунглей». В смерти 23-го Фантома, отца Кита, Гуран винил себя, превращаясь — в минуты печали и ненависти к себе — в легендарную Пантеру-Тень до тех пор, пока не был навсегда избавлен от чувства вины Китом Уокером-младшим. Персонаж озвучен Дж.Д. Холлом.
- Джек Арчер — учёный и профессор биологии в университете, где учится Кит. После того, как Кит стал Фантомом, Арчеру понадобилось немного времени, чтобы установить, что Фантом и Кит Уокер-младший — одно и то же лицо; он — один из немногих, кто знает истинную личность Фантома. Арчер, совместно с Гураном, берёт на себя обязанности наставника Kита, особенно в сфере науки и других современных областях обучения и воспитания юноши. Позже, в связи с тем, что Арчер желает помогать людям, чтобы принести много пользы, как Kит, он открывает небольшое детективное агентство, как и его семья до него. Персонаж озвучен Аланом Оппенгеймером.
- «Спаркс» (Дэниел Агильяр) — молодой сирота, кибер-сёрфер, который был спасён Kитом, когда «Максимум» ошибочно решила, что Спаркс — это Фантом. Спаркс неофициально принят в команду Фантома, содействуя и помогая ей в плане технологий. Когда ему было три года, его родители, Эстебан и Мария, были похищены «Максимумом», которая безжалостно использовала их в качестве психической оболочки биомеханического «организма» проекта «Перчатка» — системы безопасности Сайбервилля. Персонаж озвучен Памелой Эдлон.
- Сэган Круз — девушка-полицейский из Метропии («Судебный исполнитель»), которой нравится Кит, хотя, изначально, она не подозревала о его двойной жизни. Скептически относилась к действиям Фантома, однако, позже она узнает его тайну и, в конце концов, становится возлюбленной Фантома, а также его напарником. У неё есть коллега-собака, генетически модифицированный пёс по кличке D.V.L. (отсылка к другу-волку 21-го Фантома, Дьяволу). В бою надевает хорошо бронированный костюм «Enforcer». Персонаж озвучен Леа Ремини.
- Элоиза Уокер — единственный ныне живущий родственник Кита, дочь 21-го Фантома, сестра 22-го Фантома, тетя 23-го Фантома и двоюродная тетя Кита — 24-го Фантома. Она скрывала правду о предназначении Kита, надеясь, что он сможет, первым за 500 лет, вести нормальный образ жизни. Впоследствии смирилась с выбором Кита и помогает Фантому в его попытках остановить «Максимум». Показала себя отличным стрелком, мастерски обращаясь с пистолетами своего отца, а также обладает навыками подчинять себе животных. Персонаж озвучен Кэрри Снодгресс.
- Ребекка Мэдисон — главный антагонист, глава корпорации «Максимум» и вдова Максвелла Мэдисона-старшего, убитого 23-м Фантомом. Ребекка планирует построить Сайбервилль, технологически неприступную крепость, где привилегированная часть общества сможет найти убежище, когда экологическое равновесие Земли начнет ухудшаться (что подпольная армия биороботов Ребекки сможет обеспечить очень скоро), но её планы завоевания господства над миром часто срываются Фантомом. Несмотря на жестокость, она обладает и некоторыми положительными качествами, желая, например, быть уверенной в том, что её сын в безопасности, прежде чем отступить с поля боя. По мнению Кита, она просто очень одинокая женщина. Кроме Графта и её сына, Максвелла Мэдисона-младшего, в компании из людей никто не работает, все обязанности выполняют биороботы «Максимума». В конце, после того, как преступные замыслы Ребекки стали известны всему миру, она была арестована и отправлена в тюрьму. Персонаж озвучен Марго Киддер.
- Максвелл Мэдисон-младший — сын Ребекки Мэдисон, социопат, сообразительности которого мешают собственная лень и практически полное безразличие к окружающему миру. Когда он выражает своё мнение о чём-либо, то проявляет его через своего кота Бодлера. Он психически неуравновешен по причине гибели своего отца в раннем возрасте. Его кот, возможно, последнее оставшееся напоминание об отцовской любви к Максу, является единственным и самым надёжным другом юноши. В конце сериала, после того, как его мать была арестована, Макса, вместе со своим котом, отправляют в психиатрическую больницу, или, как выразилась о ней Сэган Круз, «обитую войлоком тюрьму». Персонаж озвучен Джеффом Беннеттом.
- Хьюберт Графт — начальник службы безопасности корпорации «Максимум», киборг, который винит Фантома за своё нынешнее состояние. Когда-то он был экологом, боролся против корпорации «Максимум», защищая тропические леса Амазонии, до того момента, пока не потерял в бою часть своего тела ниже плеч. Восстановленные корпорацией части тела Графта являются элементами конструкции биоробота, обеспечивая Ребекке Мэдисон полный контроль над его жизнью. Трансплантат туловища может быть отсоединен в районе таза и интегрирован в другие роботизированные системы, над которыми Графт имеет полный контроль. Чаще всего использует модификацию биоробота для боя в городе, представляющего собой 3-метровый стальной экзоскелет, вооружённый лазерами и механическими захватами. Однако, он всё ещё проявляет желание защищать природу, объединяясь с Фантомом в случае, если ей угрожает большая опасность. В то же время, Графт неизменно уклоняется от ответа на предложение Фантома уйти из «Максимума». Но он однозначно против насилия над детьми, даже если те ломали и выводили из строя ценную технику, принадлежащую компании. В конце сериала, после того, как корпорация «Максимум» была побеждена, упоминается, что его отправили в исправительный центр. В первом сезоне персонажа озвучивал Рон Перлман, во втором — Ричард Линч.
- Доктор Джек — циничный тележурналист, охотник до дешёвых сенсаций, выставляющий деятельность Фантома в негативном свете. Высокомерность и тщеславность Джека заставляют его верить в то, что он должен быть не просто корреспондентом новостей, а сам «являться новостью». Следовательно, когда Джек что-либо не видит (например, намеренно закрывая свой глаз, когда он наблюдал за появлением Фантома), нет и новости. В эпизоде «Проблема разума» становится ясно, что он, после гибели своей жены вследствие крушения поезда на Центральном городском вокзале, пытался осуществить незаконную операцию для внедрения в свой разум аналитического устройства (компьютера), однако, операция была прервана, и аналитическая программа считалась утерянной. Доктор Джек остался частично «роботизированным», с сенсорными имплантатами на голове и многофункциональным глазным протезом, который он использует для записи своей программы новостей, «Шоу Доктора Джека». Его характер и методы, с помощью которых он порочит имя Фантома, сопоставимы с характером и методами Джона Джеймсона из вселенной Человека-паука. Персонаж озвучен Марком Хэмиллом.
- Мистер Кайро — таинственный посредник, торгующий информацией. Появляется только в виде голограммы и ведёт дела одновременно и с Фантомом, и с корпорацией «Максимум». В самом начале сериала узнаёт, кто скрывается под маской Фантома, но предпочитает скрывать информацию от Ребекки Мэдисон, несмотря на огромное вознаграждение, предлагаемое за эти сведения. Позднее обнаружил, что является, фактически, разумной аналитической программой, утерянной частью сознания Доктора Джека, однако, Кайро решает не воссоединяться с его разумом и вместо этого последовательно помогает Фантому, хотя, впоследствии, был «стёрт» Максом Мэдисоном-младшим, отключившим его источник питания. Персонаж озвучен Полом Уильямсом.
- Шон Первый — первый человек, рождённый в космическом пространстве, основатель и лидер Свободной Орбитальной Нации, стремящийся добиться независимости для своих Орбитальных колоний. Высокомерный и аномально высокий, кроме того, не в состоянии самостоятельно передвигаться под воздействием гравитации. Для достижения своей цели промышляет шпионажем и совершает террористические атаки. Среди жителей колоний его чтут, чуть ли не обожествляют. Он чрезвычайно равнодушен к обитателям планеты, называя их «пленниками земного притяжения». Был побежден, когда публично объявил о своих планах подтасовки результатов голосования по вопросу независимости Орбитальных колоний, а также пытался убить Вэйнглорию. Персонаж озвучен Робом Полсеном.
- Горда — страдающая полнотой контрабандистка и глава преступного сообщества из Австралии, неспособная самостоятельно передвигаться и командующая армией мощных, окрашенных в красный цвет биороботов. Она упоминает о себе в третьем лице и охраняется хорошо вооружённым роботом-кенгуру. В конце сериала она была арестована и отправлена в Австралию дожидаться суда. Персонаж озвучен Пэдди Эдвардс.
- Хайзенберг — фракционный биоробот, произвольно меняющий форму своего тела. Создан Максом Мэдисоном-младшим с помощью наноблоков, «выращенных» в космосе Шоном Первым. Был назван так Максом в честь немецкого физика Вернера Гейзенберга. Хайзенберг — первый стабильно функционирующий фракционный биоробот, созданный «Максимумом». Управлялся Максом с помощью портативного устройства, представляющего собой «мозг» Хайзенберга, который должен находиться вблизи него. Он был сконструирован для имитации Фантома с целью опорочить его дело при помощи Доктора Джека, однако, после схватки с Фантомом Макс потерял «мозг» Хайзенберга и, следовательно, контроль над ним. Впоследствии, после обретения независимости и возможности чувствовать, Хайзенберг надевает плащ и отправляется искать ответы на вопросы о своём прошлом, поскольку не знает о себе ничего, кроме имени. Он встречает умную уличную саксофонистку по имени Бетти и, решив найти свою собственную дорогу в жизни, становится «учителем» для всех биороботов, помогая им освободиться от службы людям и осознать себя, как личность. В конце концов, Хайзенберг присоединяется к Фантому и становится близким другом Павловой, ассистентки Доктора Джека. Персонаж озвучен Робом Полсеном.
- Павлова — биоробот, личная помощница Доктора Джека, выделяющаяся красными символами на своём «лице». Временами она сомневается в честности и моральности транслируемых Джеком новостей, однако, после этого Джек всегда стирал её память (что делает несколько неохотно). Джек зовёт её «Пав», рассматривая Павлову как своего друга и иногда даже, в шутку, флиртуя с ней, поскольку это имя было дано ей в честь покойной жены Джека. Павлова также общается с Хайзенбергом, который проявляет интерес к ней. В конце концов, она заявляет Джеку, что «с этого момента будет программировать себя сама», о чём позднее Джек с сожалением говорит, что «нужно лишь обладать такой же личностью, как и она». Персонаж озвучен Лиз Джорджес.
- Вэйнглория — известная поп-звезда, используемая «Максимумом» для промывания мозгов людей. Известно, что Ребекка Мэдисон нашла её на улице и предложила кров, пищу и возможность прославиться в обмен на её службу в «Максимуме». Ребекка оборудовала тело Вэйнглории убирающимися зеркалами, которые могут фокусировать луч такой силы, что, при взгляде на них, вызывают «перегрузку» мозговых импульсов у человека. Таким образом, зеркала позволяют Вэйнглории манипулировать общественностью с целью увеличения свой популярности и полной промывки мозгов у определённых лиц по приказу компании (можно предположить, что силу зеркал сложно контролировать полностью, поскольку однажды Вэйнглория случайно отправила жертву в состояние комы). Она с неохотой принимает участие в операциях «Максимума» и сближается с Графтом, который обращается с ней по-отечески (хотя и с прохладцей). В конечном счете, она, после апгрейда своих зеркал, может пользоваться ими по своему усмотрению. Персонаж озвучен Деборой Харри.
- Бетти — мудрая саксофонистка, работающая на улице. Стала компаньонкой и лучшим другом Хайзенберга. Она, кажется, в курсе всего, что происходит вокруг неё, и часто сравнивает жизнь с блюзом. Её саксофон когда-то был собственностью «неназванного» бывшего президента США. Персонаж озвучен Ионой Моррис.
- Максвелл Мэдисон-старший — покойный муж Ребекки, который был убит вместе с 23-м Фантомом после крушения поезда с токсичными ядами. Ребекка поместила воспоминания и память мужа в огромный компьютер и постоянно ищет надёжный способ их передачи в механизм биоробота или, желательно, в живое тело, чтобы, фактически, вернуть к жизни Максвелла Мэдисона-старшего. Он считался очень опасным и властолюбивым человеком, когда был жив и управлял корпорацией «Максимум», но впоследствии обнаружилось, что его планы были экологически выгодны для всего человечества. Также выяснилось, что он был близким другом отца Кита, и вместе они хотели восстановить экосистему Земли, но Ребекка, мечтавшая о господстве над миром, предала своего мужа, тем самым убив его. Персонаж озвучен Джеффом Беннеттом.

## Компьютерная игра
В 1995 году была выпущена компьютерная игра Phantom 2040, разработанная и изданная компанией Viacom New Media для игровых приставок Sega Mega Drive/Genesis, Sega Game Gear и SNES. В игре присутствует более 20 различных концовок, в зависимости от выбора, сделанного игроком на протяжении всей игры. Сюжет игры почти не отличается от сюжета сериала.
По сюжету, в 2040 году корпорация Maximum Inc. создаёт технологию, угрожающую всему живому на Земле. С помощью этого изобретения владелец компании Ребекка Мэдисон планирует установить контроль над городом будущего Метропией и над всем миром.
Метропию захлёстывает волна преступности; в городе начинаются беспорядки. Вскоре 24-й Фантом, 18-летний парень по имени Кит Уокер, узнаёт о планах Ребекки и решает остановить её.
Игра представляет собой платформер с боковым сайд-скроллингом и двухмерной графикой. Герой игры, супергерой Фантом, перемещается по уровням, уничтожает врагов и собирает полезные предметы. В конце некоторых уровней находятся боссы.
Уровни в игре — замкнутые локации, на которых расположены враги, препятствия и полезные предметы.
Как персонаж, так и противники имеют при себе разнообразное оружие; герой может повышать мощность доступного вооружения. Также персонаж может добираться до недоступных возвышенностей, используя гарпун.
Игра получила в основном положительные отзывы, также как и сериал, несмотря на свою неизвестность.
Наиболее высокие оценки получили версии для Sega Mega Drive/Genesis и SNES. К примеру, рецензенты игрового журнала GamePro оценили обе версии в 5 баллов из 5, назвав их «отлично выполненными приключенческими играми».
Оценка информационного сайта Sega-16.com для версии на Sega Mega Drive/Genesis была 8 баллов из 10; среди достоинств рецензенты выделили геймплей, графическое оформление, управление и систему сохранений игры.
Журнал EGM, рассматривая версию для SNES, положительно охарактеризовал игровой процесс (в частности, большое количество доступного вооружения) и управление, однако отметил среди недостатков анимацию движений персонажей и поставил оценку 6,9 баллов из 10. Информационный сайт Game Rankings.com оценил версию в 68 баллов из 100. При этом журнал VideoGames & Computer Entertanment поставил ей оценку 5 баллов из 10, назвав игру «устаревшей».
Оценки версии для Sega Game Gear были несколько ниже, но также оставались высокими. Журнал GamePro оценил версию 3,5 баллов из 5, назвав её «хорошей игрой, которую стоит увидеть».

## Издания наVHSиDVD
Многие эпизоды сериала были выпущены на VHS и DVD.Фильм под названием «Фантом 2040: Отважный рыцарь» был выпущен в 1994 году, в то же время, как сериал, и включает в себя первые пять эпизодов. Выпустили его на VHS и DVD. Многие другие эпизоды были выпущены на VHS в 1995 году. Шесть эпизодов доступны только на VHS. Сериал не был полностью переведен на русский. Переведенными являются только 21 выпуск.